# Francisco Caballero Ibáñez
Francisco Caballero Ibáñez (Zaragoza, 24 de julio de 1896-Zaragoza, 2 de diciembre de 1954) fue un ingeniero y político español, alcalde de Zaragoza.

## Reseña biográfica
Ingeniero de caminos, canales y puertos. Trabajó en el Consejo Técnico y como Delegado en el gobierno de la Confederación Hidrológica del Ebro.
Concejal y alcalde del Ayuntamiento de Zaragoza.
Presidente del Hogar Cristiano.
Director gerente en la empresa privada.
Del 27 de mayo de 1953 al 30 de enero de 1954 fue Presidente de la Diputación Provincial de Zaragoza.
En la sesión de 30 de enero de 1954 dimitió como Presidente de la Corporación por incompatibilidades en el cargo de Ingeniero Director de Obras del Puerto de Valencia.
Tiene una avenida dedicada en Zaragoza.
| Predecesor: Juan José Rivas Bosch | Alcalde de Zaragoza 1941 -1946                                                              | Sucesor: José María Sánchez Ventura  |
| Predecesor: Fernando Solano Costa | Presidente de la Diputación Provincial de Zaragoza 27 de mayo de 1953 - 30 de enero de 1954 | Sucesor: Pedro Antonio Muñoz Casayús |